# Saint-Myon
 Saint-Myon  là một xã ở tỉnh Puy-de-Dôme trong vùng Auvergne-Rhône-Alpes, Pháp. Xã này có diện tích 5,51 km², dân số năm 2006 410 người. Khu vực này có độ cao trung bình 353 mét trên mực nước biển.